# Стад Велодром
„Стад Велодром“ (на френски: Stade Vélodrome) е футболен стадион в Марсилия, Франция. Той е домът на Олимпик Марсилия, като на него са се играли мачове от Световното първенство по футбол през 1998 година и Световната купа по ръгби през 2007 година. Преди последният ремонт на стадиона той е бил най-големият във Франция, с капацитет 60 031 седалки, но текущият му е намален до 42 000. За Европейското първенство през 2016 година трябва да бъде реновиран и тогава капицета му ще бъде увеличен до 67 000.
Рекордната посещаемост на Стад Велодром е 58 897 зрители през 2004 година, когато Олимпик играят четвъртфинал за Купата на УЕФА с Нюкасъл.
Първият изигран мач на Велодром е между домакина Олимпик Марсилия и италианския Торино през 1937 година, а през следващата година, стадионът е арена на мачовете от Световното първенство по футбол.

## Историята на стадиона
През 1935 г. архитектурната фирма Полак Плокен е избрана да изгради стадион в Марсилия. На 28 април е положен първият камък, а малко повече от година по-късно се състои откриването на Стад Велодром с мача между Олимпик и Торино, завършил с победа 2:1. На 29 август е първият официален мач, между домакините и Кан.
В началото има изградена вело писта около футболния терен, на която се провеждат състезания, но по-късно тя е премахната, за да се построят допълнителни редове седалки. Въпреки това, тя си остава символ за феновете на Олимпик, а от нея идва и името на стадиона.
Марсилци не винаги са играли на Стад Велодром. Техният първи дом е стадион Ювон, но след отнемането му преди Втората Световна Война, Олимпик е принуден да търси нов дом.

## Първите ремонти
През 1970 година са направени първите модификации на Велодром, като са изградени четири 60-метрови кули за осветлението. През следващата година именно е премахната велосипедната писта, което води до увеличаването на капацитета с още 6000 места и достигане до 55 000 седалки.
Олимпик се връща на стария си стадион Ювон за сезон 1982/83, заради подготвянето на Велодром за Европейското първенство през 1984 година, като тревата на терена е изцяло подновена. В полуфиналът на първенството на Европа е постигнат рекорда от 54 484 зрители, когато Франция среща Португалия. След края на турнира, капацитетът на стадиона е намален до 42 000, тъй като са изградени козирки. През 1985 година, председателят на Олимпик Марсилия, Бернар Тапи, решава да промени конструкцията на стадиона, като пренарежда седалките в ъглите това води до увеличаване на капацитета до 48 000. Зоната около Велодром също е променена, като се изгражда втора линия на метрото, а в близост е построен и Двореца на спорта.

### От 1998 година
Стадионът е изцяло реновиран за Световното първенство през 1998 година във Франция, като капацитета му е повишен до 60 031 седалки. На него се изиграват 7 мача от този турнир, включително четвъртфинала между Аржентина и Холандия и полуфинала между Бразилия и Холандия.
През 2009 година, заради концертът на Мадона е изградена конструкция, която се поддържа от 4 лебедки захванати за козирката. Козирката обаче не издържа тежестта и заедно с платформата и своите 60 тона се срутват върху работниците, като двама от тях загиват, а 8 са тежко ранени.
Стад Велодром е доста критикуван заради това, че няма покрив и от това акустиката му става изключително слаба. Затова, след като Франция получава домакинството за Евро 2016, кметството на Марсилия решава да се направи основна реконструкция, при която целият стадион да бъде покрит, а заедно с това ще се увеличи и капацитета му до 67 000 места, включително и 7000 ВИП места.

## Мачове на Световно първенство по футбол 1998
- Франция 3:0 Южна Африка
- Англия 2:0 Тунис
- Нидерландия 5:0 Южна Корея
- Норвегия 2:1 Бразилия
- Италия 1:0 Норвегия
- Нидерландия 2:1 Аржентина
- Бразилия 1:1 Нидерландия